# Hilaroleopsis
Hilaroleopsis is een kevergeslacht uit de familie van de boktorren (Cerambycidae). De wetenschappelijke naam van het geslacht werd voor het eerst geldig gepubliceerd in 1970 door Lane.

## Soorten
Hilaroleopsis omvat de volgende soorten:
- Hilaroleopsis bicarinata (Bates, 1885)
- Hilaroleopsis coloratus Galileo & Martins, 2005
- Hilaroleopsis dimidiata (Bates, 1881)
- Hilaroleopsis globicollis (Bates, 1881)
- Hilaroleopsis icuapira Martins & Galileo, 1992
- Hilaroleopsis minor Martins & Galileo, 1997
- Hilaroleopsis nigerrima (Aurivillius, 1923)
- Hilaroleopsis obesa (Bates, 1881)
- Hilaroleopsis pituna Galileo & Martins, 2006
- Hilaroleopsis pluricostata (Bates, 1881)
- Hilaroleopsis theurgus Martins & Galileo, 2004
- Hilaroleopsis vogti Lane, 1970